# Lysias
Lysias, řecky Λυσίας (asi 445 př. n. l.? – asi 380 př. n. l.?) byl starořecký řečník, jeden z tzv. attických řečníků, tedy deseti největších řečníku starého Řecka (dle uznávaného seznamu sestaveného Aristofanem z Byzance a Aristarchem ze Samothráky), též nazývaných Kánon deseti.

## Život
Pocházel z bohaté rodiny, jeho otec byl syrakuský (sicilský) obchodník Kefalos, kterého Periklés pozval do Athén. V úvodu k "Ustavě" Platón krátce zmiňuje Kefala i jeho syny. V patnácti letech Lysias odešel s bratrem do Thurií, athénské osady v jižní Itálii, a vzdělával se tu v řečnictví u Syrakusana Teisia. Roku 412 se vrátil do Athén. Vedl společně se svými bratry velkou dílnu na štíty v Peiraieu. Bohatství jeho rodiny však dráždilo vládnoucí athénskou skupinu, tzv. Třicet tyranů. Na jejich rozkaz bylo jmění rodiny zabaveno, Lysiův starší bratr Polemarchos byl dokonce zabit, sám Lysias si zachránil život útěkem do Megary. Do Athén se vrátil po pádu Třiceti tyranů roku 403, spolu s demokraty, v jejichž čele stál Thrasybúlos. Od té doby patřil k nejváženějším athénským občanům.

## Dílo
Zpočátku byl učitelem rétoriky, později na objednávku sepisoval soudní řeči. Podle Dionýsia z Halikarnassu napsal 233 řečí, do dnešních časů se však dochovalo jen 34 řečí, některé bohužel jen v úryvcích. U některých existují pochybnosti, zda autorem je opravdu Lysias. Jedinou z dochovaných řečí pronesl u soudu sám Lysias, a to Řeč proti Eratosthenovi, jednomu ze Třiceti tyranů, který byl nejvíce zodpovědný za smrt jeho bratra Polemarcha. Za nejslavnější soudní promluvy jsou považovány Řeč proti Agoratovi a Řeč proti obchodníkům s obilím.
Ottův slovník naučný jeho dílo hodnotil takto: „Řeči Lysiovy vynikají prostotou, zřetelností a půvabem mluvy i výkladu a jsou vždy přiměřeny charakteru osoby mluvící. Při veškeré stručnosti jsou nad míru jasné.“

## České překlady
- LYSIAS. Obžaloba Erasthothena: Obžaloba Agoráta. Přeložil Pavel NÝVLT. Bilingua. Praha: Jednota klasických filologů, 2023. ISBN 9788090901209.
- LYSIAS. Řeč proti Eratosthenovi (přel. Josef Černý). Výroční zpráva gymnasia v Roudnici nad Labem 1893/94. S. 3–21.
- LYSIAS. Řeč Lysiova proti Agoratovi. Překlad Petr Hrubý. V Slaném: P. Hrubý, [1898]. 16 s. cnb002705609.
- BORECKÝ, Bořivoj, ed. et al. Tribuni výmluvnosti: výbor ze starověkých řečníků. Vydání první. Praha: Odeon, 1974. 436 s. cnb000158113. [Ukázky z děl Lysiových jsou na str. 15–25.]